# Кубинская железная дорога
Кубинская железная дорога (исп. Ferrocarriles de Cuba) — государственное предприятие, в ведении которого находится железнодорожный транспорт страны.

## История
Строительство первой железной дороги было начато по распоряжению испанской королевы Марии-Кристины де Бурбон. 19 ноября 1837 года компания «Compania de Caminos de Hierro de La Habana» ввела в эксплуатацию первый участок железной дороги общей протяжённостью 27,5 км. В дальнейшем, с 19 ноября 1839 года начала действовать вторая железнодорожная линия: Гавана — Гуинес общей протяжённостью 17 км. В декабре 1843 года к железнодорожной сети были присоединены станции Сан-Фелипе и Батабано, в 1844 году — станция Сан-Антонио-де-лос-Баньос.

### 1898—1958
После окончания войны за независимость в 1898 году компании США начали активно инвестировать в железные дороги Кубы, и в дальнейшем железнодорожный транспорт страны оказался под контролем американских компаний.
В 1902 году была создана американская железнодорожная компания «Cuba Railroad Company».
В 1916—1922 годы был построен независимый частный электрифицированный участок железной дороги, принадлежащий компании Hershey. 
Октябрьская революция 1917 года и начавшийся после окончания первой мировой войны экономический кризис активизировали рабочее движение в стране, в 1918 году имели место забастовки кочегаров, литейщиков, печатников, табачников, железнодорожников, портовых рабочих, служащих телефонной компании, ресторанов, отелей, а также стачки трудящихся женщин, которые выдвигали требования увеличения заработной платы и введения 8-часового рабочего дня.
В 1924 году имела место крупная забастовка железнодорожников.
В конце 1930х годов была создана Конфедерация трудящихся Кубы, в которую вошли крупнейшие профсоюзные организации страны — профсоюзы рабочих сахарной промышленности, табачников, портовиков, железнодорожников (а также другие профсоюзы).
После экономического кризиса 1930х годов и начала в сентябре 1939 года второй мировой войны влияние европейских государств на экономику Кубы начало сокращаться, а зависимость экономики Кубы от США — увеличиваться. После окончания войны в 1945 году железнодорожный транспорт страны находился в собственности двух иностранных компаний — «Феррокаррилес консолидадос де Куба» (США) и «Феррокаррилес Унидос де Гавана и альмесенес де Регла» (Великобритания), в собственности сахарных компаний находились подъездные ветки и узкоколейные плантационные железные дороги. К началу 1950х годов почти вся железнодорожная сеть находилась под контролем США (в собственности Кубы находилось 5 % железных дорог) (в то же время, капиталовложения Великобритании в железнодорожном транспорте Кубы сократились с 30,3 млн. фунтов стерлингов в 1927 году до 26,1 млн фунтов стерлингов в 1945 году.
В 1949 году почти все британские инвестиции на Кубе (23,5 млн. фунтов стерлингов из 24,3 млн. фунтов стерлингов) были вложены в кубинские железные дороги. По состоянию на 1950 год, общая протяжённость кубинских железных дорог составляла 5 тыс. км.
В следующие годы британские капиталовложения в железнодорожный транспорт Кубы снижались (до нуля к 1955 году).

### 1959—1991
В 1959 году 50 % железных дорог Кубы находились в собственности или под контролем США. После победы кубинской революции, кубинские железные дороги были национализированы.
В дальнейшем, после установления в 1960 году США торгово-экономической блокады Кубы развитие железнодорожного транспорта было осложнено.
30 июня 1961 года было создано управление железными дорогами (la Empresa Consolidada de Ferrocarriles Nacionales). В начале октября 1963 года на Кубу обрушился ураган «Флора» (один из сильнейших и разрушительных ураганов за всю историю Атлантического региона), за пять дней ливней были размыты ряд участков железных и автомобильных дорог, повреждены объекты транспортной инфраструктуры, но в дальнейшем они были восстановлены.
В 1966 году Куба стала членом Организации сотрудничества железных дорог.
В декабре 1977 года был введён в эксплуатацию скоростной участок железнодорожной линии Гавана — Санта-Клара протяжённостью 281 км. В 1978 году было построено ещё 115 км скоростной железнодорожной магистрали (в результате, к концу 1978 года общая протяжённость скоростных железных дорог Кубы увеличилась до 468 км).
Весной 1983 года начались испытания первых пассажирских железнодорожных вагонов кубинского производства. В 1984 и 1985 гг. объём перевозок грузов железнодорожным  транспортом составил 16,5 млн. тонн.
В 1986 году был введён в эксплуатацию рельсосварочный завод. В связи с начатой реконструкцией участка железной дороги объём перевозок грузов железнодорожным транспортом в 1986 году сократился на 17,3% - до 13,6 млн. тонн.
В 1988 году общая протяжённость железных дорог Кубы составляла 12,5 тыс. км (из них 7,7 тыс. км находились в ведении министерства сахарной промышленности). В июле 1988 года в результате разрушения моста провинция Санкти-Спиритус оказалась изолирована от остальной железнодорожной сети.

### С 1991 года
Распад СССР и последовавшее разрушение торгово-экономических и технических связей привело к ухудшению состояния экономики Кубы в период после 1991 года. Правительством Кубы был принят пакет антикризисных реформ, введён режим экономии.
В октябре 1992 года США ужесточили экономическую блокаду Кубы и ввели новые санкции (Cuban Democracy Act).
В 1995 году железные дороги общего пользования имели протяжённость 5219 км с шириной колеи 1435 мм, в том числе 199 км электрифицированных дорог (постоянный ток 3000 в), и линии общей длиной 7742 км с шириной колеи 1435, 914 и 760 мм, предназначенные для сезонных перевозок сахарного тростника.
В это время перед отраслью стояли цели пополнения парка подвижного состава (на 99 % состоявшего из тепловозов), увеличения объёмов грузовых и пассажирских перевозок (с целью экономии дефицитных нефтепродуктов) и модернизации железных дорог министерства сахарной промышленности (с целью их использования для перевозки минерального сырья, сельхозпродукции и др.).
В середине 1990х годов экономическое положение Кубы стабилизировалось.
12 марта 1996 года конгресс США принял закон Хелмса-Бёртона, предусматривающий дополнительные санкции против иностранных компаний, торгующих с Кубой. Судам, перевозящим продукцию из Кубы или на Кубу, было запрещено заходить в порты США.
В ноябре 2004 года было подписано соглашение с Китаем, в соответствии с которым в январе 2006 года Куба получила 12 дизель-электровозов DF7G-C.
В 2006 году протяженность железных дорог страны составляла 7182 км, из них дорог общего пользования — 4065 км (в том числе 176 км электрифицированных), остальными являлись дороги и подъездные пути, соединявшие сахарные заводы с плантациями тростника и портами.
В марте 2007 года Куба купила в Иране десять новых вагонов-цементовозов. 25 сентября 2007 года банк социально-экономического развития Венесуэлы (Banco de Venezuela para el Desarrollo Socio-Económico, BANDES) предоставил Кубе заём в размере 100 млн долларов для реконструкции железных дорог.
В январе 2008 года министр транспорта сообщил, что для кубинских железных дорог в Китае были закуплены 100 локомотивов, а в Иране — 550 грузовых вагонов и 200 современных пассажирских вагонов.
В 2008 году кубинские железные дороги перевезли 7,9 млн человек.
В начале мая 2010 года правительством Кубы была принята трёхлетняя программа реконструкции железнодорожной системы страны, которая предусматривала восстановление около 6 тыс. км железнодорожного полотна, ремонтных заводов и открытие центров переподготовки персонала. Приоритетной задачей программы являлась реконструкция 800 км Центральной железной дороги.
В ноябре 2010 года была начата реконструкция южной железнодорожной линии от Гаваны до провинции Матансас. Работы были завершены 6 июня 2011 года, всего было отремонтировано 110 км железной дороги.
В ноябре 2012 года Куба заключила соглашение о приобретении в России грузовых железнодорожных вагонов, пассажирских железнодорожных вагонов открытого типа(?), оборудования для оснащения железнодорожных вагонных депо, 9570 тонн рельсов и крепежа к ним. До октября 2019 года Куба закупила в РФ 53 локомотива и 841 грузовой вагон; в декабре 2019 года для кубинского вагоноремонтного предприятия были поставлены два двухсуппортных карусельных станка.

## Современное состояние
В конце 1990х годов Ferrocarriles de Cuba перевозили около 4,4 млн т грузов и 11 млн пассажиров в год, выполняли около 800 млн ткм и 1450 млн пассажиро-км, или 6,2 млн поездо-км в грузовом движении и 1,8 млн в пассажирском.
Наиболее важные линии дороги: Гавана — Гуинес — Сьенфуэгос, Санта-Клара — Морон — Пуэрто-Тарафа, Марти-Баямо — Сан-Луис.

## Дополнительная информация
- 19 ноября 2002 года в Гаване был открыт музей Кубинской железной дороги (el Museo del Ferrocarril de Cuba en La Habana).